# الاوتیبیه
ال اوتیبیه یک منطقهٔ مسکونی در عربستان سعودی است که در استان مکه واقع شده‌است.